# Dallas Smith (Sänger)

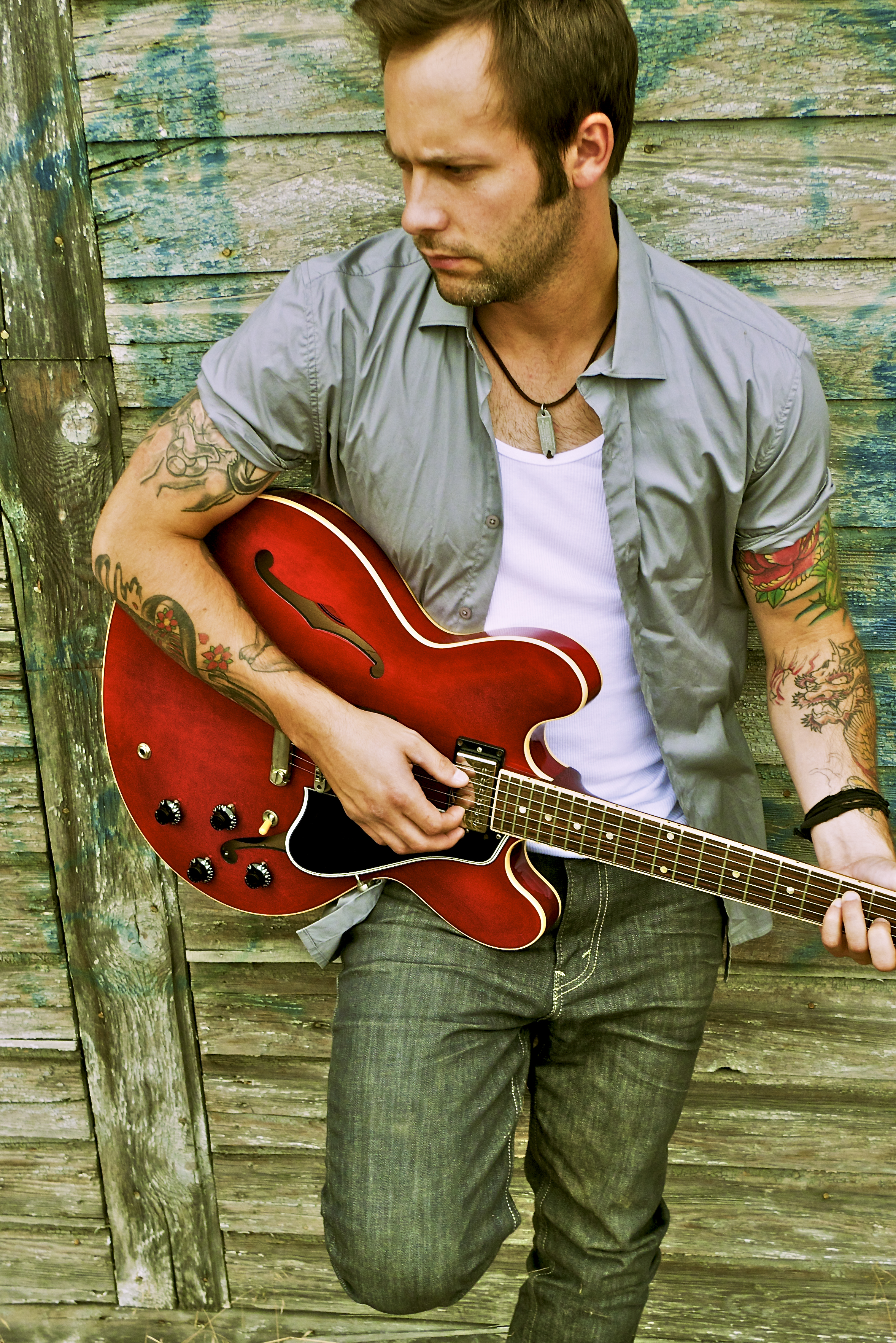
Dallas Smith (2012)

Dallas Hendry Smith (* 4. Dezember 1977 in Langley, British Columbia) ist ein kanadischer Singer-Songwriter. Er war der Sänger der Post-Grunge-Band Default und startete danach eine Solokarriere als Country-Musiker. Er wurde als Solokünstler einmal mit dem Juno Award und 16 Mal mit dem Canadian Country Music Award ausgezeichnet.

## Karriere

### Default
Dallas Smith wurde im Jahre 1999 Sänger der Post-Grunge-Band Default aus Vancouver, die kurze Zeit später vom Nickelback-Sänger Chad Kroeger entdeckt wurde. Drei Jahre später erschien mit The Fallout das Debütalbum, welches auch wegen der erfolgreichen Single Wasting My Time sowohl in Kanada als auch in den Vereinigten Staaten jeweils mit Platin ausgezeichnet wurde. Bei den Juno Awards 2002 erhielten Default den Preis in der Kategorie Best New Group. Außerdem wurde das Lied bei den Billboard Music Awards in der Kategorie Rock Song of the Year nominiert. Default veröffentlichten drei weitere Alben, von denen Elocation eine Goldene Schallplatte in Kanada erhielt und für den Juno Award in der Kategorie Rock Album of the Year nominiert wurde. Im September 2013 verkündete die Band, dass sie eine Pause einlegen wird um neue Projekte zu starten. Später erklärten die Musiker, dass sie getrennte Wege gehen werden.

### Solokarriere
Dallas Smith hat als Solokünstler vier Studioalben über das Plattenlabel 604 Records veröffentlicht, die allesamt in Kanada mit einer Goldenen Schallplatte ausgezeichnet wurden. Von seinen Singles wurden in Kanada sechs mit Platin und zwölf mit Gold ausgezeichnet. Sein zweites Studioalbum Lifted aus dem Jahre 2014 wurde bei den Juno Awards 2015 als bestes Country-Album ausgezeichnet. Bei den Canadian Country Music Awards wurde Dallas Smith jeweils dreimal als männlicher Künstler des Jahres und Entertainer des Jahres ausgezeichnet. Darüber hinaus erhielt er zweimal den Preis in der Kategorie Album des Jahres und Single des Jahres. Insgesamt erhielt er 16 Auszeichnungen. Im August 2021 unterzeichnete Dallas Smith einen weltweiten Vertrag mit dem Plattenlabel Big Loud Records.

## Privates
Dallas Smith ist seit 2012 verheiratet und hat zwei Töchter. Darüber hinaus hat er noch einen Sohn aus einer früheren Beziehung.

## Diskografie

### Studioalben
| Jahr | Titel Musiklabel              | Höchstplatzierung, Gesamtwochen, AuszeichnungChartsChartplatzierungen (Jahr, Titel, Musiklabel, Platzierungen, Wochen, Auszeichnungen, Anmerkungen) | Anmerkungen                                                |
| Jahr | Titel Musiklabel              | CA | Anmerkungen                                                |
| ---- | ----------------------------- | --- | ---------------------------------------------------------- |
| 2012 | Jumped Right In 604 Records   | CA19 Gold · (1 Wo.)CA | Erstveröffentlichung: 22. Mai 2012 Verkäufe: + 40.000      |
| 2014 | Lifted 604 Records            | CA14 Gold · (1 Wo.)CA | Erstveröffentlichung: 25. November 2014 Verkäufe: + 40.000 |
| 2016 | Side Effects 604 Records      | CA7 Gold · (6 Wo.)CA | Erstveröffentlichung: 2. September 2016 Verkäufe: + 40.000 |
| 2020 | Timeless 604 Records          | CA58 Gold · (1 Wo.)CA | Erstveröffentlichung: 28. August 2020 Verkäufe: + 40.000   |
| 2023 | Dallas Smith Big Loud Records | — | Erstveröffentlichung: 27. Oktober 2023                     |

### EPs
| Jahr | Titel Musiklabel          | Höchstplatzierung, Gesamtwochen, AuszeichnungChartsChartplatzierungen (Jahr, Titel, Musiklabel, Platzierungen, Wochen, Auszeichnungen, Anmerkungen) | Anmerkungen                         |
| Jahr | Titel Musiklabel          | CA | Anmerkungen                         |
| ---- | ------------------------- | --- | ----------------------------------- |
| 2014 | Tippin’ Point 604 Records | CA19 (1 Wo.)CA | Erstveröffentlichung: 4. März 2014  |
| 2019 | The Fall 604 Records      | CA91 (1 Wo.)CA | Erstveröffentlichung: 15. März 2019 |

Weitere EPs
- 2014: Lifted (nur in den USA)
- 2015: Kids with Cars (nur in den USA)
- 2018: Acoustic Sessions Vol. 1

### Singles
| Jahr | Titel Album                                       | Höchstplatzierung, Gesamtwochen, AuszeichnungChartsChartplatzierungen (Jahr, Titel, Album, Platzierungen, Wochen, Auszeichnungen, Anmerkungen) | Anmerkungen                                                              |
| Jahr | Titel Album                                       | CA | Anmerkungen                                                              |
| ---- | ------------------------------------------------- | --- | ------------------------------------------------------------------------ |
| 2011 | Somebody Somewhere Jumped Right In                | CA79 Gold · (6 Wo.)CA | Erstveröffentlichung: 7. November 2011 Verkäufe: + 40.000                |
| 2012 | If It Gets You Where You Wanna Go Jumped Right In | CA77 Gold · (9 Wo.)CA | Erstveröffentlichung: 12. März 2012 Verkäufe: + 40.000                   |
| 2012 | Jumped Right In                                   | CA69 Gold · (16 Wo.)CA | Erstveröffentlichung: August 2012 Verkäufe: + 40.000                     |
| 2013 | What Kinda Love Jumped Right In                   | CA77 (11 Wo.)CA | Erstveröffentlichung: 7. Januar 2013                                     |
| 2013 | Nothing but Summer Jumped Right In                | CA70 Gold · (14 Wo.)CA | Erstveröffentlichung: April 2013 Verkäufe: + 40.000                      |
| 2013 | Tippin’ Point                                     | CA36 Platin · (20 Wo.)CA | Erstveröffentlichung: 8. Oktober 2013 Verkäufe: + 80.000                 |
| 2014 | Slow Rollin’ Tippin’ Point                        | CA65 Gold · (14 Wo.)CA | Erstveröffentlichung: 19. März 2014 Verkäufe: + 40.000                   |
| 2014 | A Girl Like You Tippin’ Point                     | CA58 (11 Wo.)CA | Erstveröffentlichung: 23. Juni 2014                                      |
| 2014 | Wastin’ Gas Lifted                                | CA41 Platin · (17 Wo.)CA | Erstveröffentlichung: 28. Oktober 2014 Verkäufe: + 80.000                |
| 2015 | Lifted                                            | CA77 Gold · (11 Wo.)CA | Erstveröffentlichung: 17. Februar 2015 Verkäufe: + 40.000                |
| 2015 | Cheap Seats Lifted                                | CA75 Platin · (10 Wo.)CA | Erstveröffentlichung: 1. Juni 2015 Verkäufe: + 80.000                    |
| 2015 | Kids with Cars Side Effects                       | CA87 (2 Wo.)CA | Erstveröffentlichung: 11. September 2015                                 |
| 2016 | One Little Kiss Side Effects                      | CA93 Gold · (1 Wo.)CA | Erstveröffentlichung: 22. April 2016 Verkäufe: + 40.000                  |
| 2016 | Autograph Side Effects                            | CA95 Gold · (2 Wo.)CA | Erstveröffentlichung: 19. August 2016 Verkäufe: + 40.000                 |
| 2017 | Side Effects                                      | CA— PlatinCA | Erstveröffentlichung: 23. Januar 2017 Verkäufe: + 80.000                 |
| 2017 | Sky Stays This Blue Side Effects                  | CA— GoldCA | Erstveröffentlichung: 16. Mai 2017 Verkäufe: + 40.000                    |
| 2019 | Drop Timeless                                     | CA77 Platin · (8 Wo.)CA | Erstveröffentlichung: 1. Mai 2019 Verkäufe: + 80.000                     |
| 2019 | Timeless                                          | CA93 Gold · (6 Wo.)CA | Erstveröffentlichung: 15. Oktober 2019 Verkäufe: + 40.000                |
| 2020 | Like a Man Timeless                               | CA60 Platin · (10 Wo.)CA | Erstveröffentlichung: 1. April 2020 Verkäufe: + 80.000                   |
| 2020 | Some Things Never Change Timeless                 | CA55 Gold · (9 Wo.)CA | Erstveröffentlichung: 24. September 2020 feat. Hardy; Verkäufe: + 40.000 |
| 2021 | Hide from a Broken Heart Dallas Smith             | CA70 Gold · (5 Wo.)CA | Erstveröffentlichung: 29. November 2021 Verkäufe: + 40.000               |
| 2022 | One Too Dallas Smith                              | CA90 Gold · (6 Wo.)CA | Erstveröffentlichung: 27. Mai 2022 feat. MacKenzie Porter                |

Weitere Singles
- 2017: Sleepin’ Around
- 2018: One Dring Ago (feat. Terri Clark)
- 2018: Make ’em Like You
- 2018: Rhinestone World
- 2020: Classic
- 2022: Best of Me (feat. Josh Ramsay)
- 2023: Singing in a Beer
- 2023: Fixter Upper

## Auszeichnungen

### Musikverkäufe
Anmerkung: Auszeichnungen in Ländern aus den Charttabellen bzw. Chartboxen sind in ebendiesen zu finden.
| Land/RegionAuszeichnungen für Musikverkäufe (Land/Region, Auszeichnungen, Verkäufe, Quellen) | Gold       | Platin     | Verkäufe  | Quellen         |
| -------------------------------------------------------------------------------------------- | ---------- | ---------- | --------- | --------------- |
| Kanada (MC)                                                                                  | 17× Gold17 | 6× Platin6 | 1.160.000 | musiccanada.com |
| Insgesamt                                                                                    | 17× Gold17 | 6× Platin6 |           |                 |

### Musikpreise
- Juno Awards
  - 2015: Country Album of the Year (Lifted)

- Canadian Country Music Awards[3]
  - 2015: Album of the Year (Lifted)
  - 2017: Album of the Year (Side Effects)
  - 2017: Top Selling Canadian Album (Side Effects)
  - 2017: Single of the Year (Autograph)
  - 2018: Video of the Year (Sky Stays This Blue)
  - 2019: Male Artist of the Year
  - 2019: Entertainer of the Year
  - 2020: Entertainer of the Year
  - 2020: Top Selling Canadian Album (The Fall)
  - 2020: Top Selling Canadian Single of the Year (Drop)
  - 2021: Male Artist of the Year
  - 2021: Entertainer of the Year
  - 2021: Single of the Year (Like a Man)
  - 2021: Top Selling Canadian Album (Timeless)
  - 2022: Male Artist of the Year
  - 2022: Fans’ Choice